# Uniwersytet im. Radbouda w Nijmegen
Uniwersytet im. Radbouda w Nijmegen (niderl. Radboud Universiteit Nijmegen, RU) – holenderski uniwersytet mieszczący się w Nijmegen.

## Dzieje
Powstał w roku 1923 jako Katolicki Uniwersytet w Nijmegen (Katholieke Universiteit Nijmegen) wobec tego, że zrzeszenie Kościoła Katolickiego chciało mieć swój własny uniwersytet. Z początku ta uczelnia liczyła 27 profesorów i 189 studentów. Swoją teraźniejszą nazwę uniwersytet otrzymał w 2004 roku na cześć Radbouda (ok. 850–917), biskupa Utrechtu.
Z powodu trwającego od 2014 roku konfliktu biskupów z fundacją dotyczącego nominacji jej zarządu w październiku 2020 biskupi odebrali uniwersytetowi miano „katolickiego”.